# William Hill
William Hill plc — букмекерська контора, що базується в Лондоні, Англія. Котирується на Лондонській фондовій біржі.
Акції компанії включені в індекс FTSE 100 Лондонської фондової біржі. Станом на 2 серпня 2013 року показник ринкової капіталізації компанії складає £ 4,07 мільярда.

## Історія
Компанія була заснована Вільямом Хіллом 1934 року, в той час, коли азартні ігри в Британії були незаконними. Власники компанії часто змінювались, її придбали Сірс Холдінгз 1971 року, потім Grand Metropolitan 1988-го, далі Brent Walker 1989-го. У вересні 1996 року Brent Walker повернув 117 млн з 685 млн фунтів, які він заплатив за компанію, коли виявилось, що Big Metropolitan на момент продажу звищувала дані про прибутки компанії.
Японський інвестиційний банк Nomura викупив William Hill за 700 млн фунтів, коли борги Brent Walker перевищили 1,3 млрд фунтів. після розслідування, двоє директорів компанії отримали тюремні вироки. У лютому 1999 року компанію було продано компаніям Cinven і CVC Capital Partners за 825 млн $.
Зрештою, компанія була внесена до списку на Лондонській фондовій біржі 2002 року. Наступного року виконавчий директор Девід Хардінг отримав бонус у розмірі 2,84 млн фунтів. Він придбав стадіон Sunderland Greyhound 2002 року та Newcastle Greyhound Stadium 2003 року. У червні 2004 року виконавчий директор Девід Хардінг продав 5,2 млн акцій, що спричинило зниження акцій компанії та зменшило вартість компанії на 75 мільйонів фунтів. 2005 року Вілл Хілл купив 624 гральних точок у Британії, Ірландії, на Острові Мен та у Джерсі у компанії Stanley Leisure за 504 млн фунтрів. Згодом Вільям Хілл був вимушений продати 78 з 624 магазинів через побоювання щодо звинувачень у монополії.
У листопаді 2008 року William Hill стала партнером Orbis (пізніше OpenBet) та ізраїльської компанії-розробника Playtech, щоб поліпшити своє становище в сфері онлайн послуг. Згідно з угодою, William Hill заплатили засновнику Playtech Тедді Сазі £144,5 млн за різні активи й дочірні компанії. Угода включала кілька онлайн-казино, які продовжили функціонувати під назвою WHG. Playtech отримали 29 % частку в новому підрозділі William Hill Online. На оновлення внутрішньої системи компанія витратила £ 26 млн. У червні 2009 року William Hill продовжили співпрацю з Playtech, хоча рівень акцій компанії-партнера знизився на чверть, викликавши тим самим попередження про зниження прибутку.
2019 року William Hill придбала за 270 млн євро компанію MRG Group, якій належить Mr. Green, один з найбільших європейських брендів онлайн-казино.
У жовтні 2020-го компанію було куплено американською Caesars, що володіє легендарним казино Caesars Palace у Лас-Вегасі за 3,7 млрд $. Новий власник мав намір продати пункти прийомів ставок William Hill, розміщені за межами США, до них входять і більше тисячі пунктів у Британії, які в свою чергу може купити інвестиційна компанія Apollo.
З 2010 року компанія працює на ринку Іспанії, а з жовтня 2020-го William Hill почала працювати і на іспанському ринку онлайн-казино під торговельною маркою Mr. Green.
У 2018 році Комісія з азартних ігор оштрафувала William Hill на 6,2 мільйона фунтів стерлінгів за систематичні порушення у сфері боротьби з відмиванням грошей і лудоманією. Було встановлено, що оператор приймав великі депозити готівкою, пов'язані зі злочинною діяльністю, у період з 2014 по 2016 рік, що призвело до отримання 1,2 мільйона фунтів стерлінгів фінансових прибутків. William Hill зобов'язали повернути 1,2 мільйона фунтів стерлінгів прибутку, а також сплатити штраф у розмірі 5 мільйонів фунтів стерлінгів за порушення законодавства.
З жовтня 2020 року компанія дотримується екологічного напрямку роботи, поступово переходячи на 100 % відновлювальних джерел енергії в Британії. Для цього в жовтні було підписано договір про зміну британського постачальника електроенергії з Grid Electricity на Total Gas Power (TGP), що дозволило компанії використовувати сонячну, гідро- і енергію вітру та зменшити вуглецевий слід на 61,5 тис. тонн протягом трьох років. Протягом 2020—2025 років компанія запланувала скоротити викиди CO2 в сферах енергії, відходів, транспорту і води.

## Діяльність
Компанія працює по всьому світу, маючи 16.600 співробітників і головні офіси в Британії, Ірландії та Гібралтарі. Компанія надає послуги по телефону, в інтернеті або в 2.300 ліцензованих букмекерських конторах по всій Британії. William Hill є найбільшим оператором країни, представляючи 25 % ринку Британії та Ірландії. 2007 року колл-центри компанії для прийому телефонних ставок, розташовані в Ротерхема, Південний Йоркшир, прийняли 125 тис. ставок на перегони Grand National. Згідно з даними компанії, їхні пункти прийому ставок обробляють в середньому понад один мільйон ставок на день.
Крім ставок на спорт, компанія пропонує азартні онлайн-ігри, skill-ігри, а також онлайн-бінго і онлайн-покер. Після прийняття закону про азартні ігри 2005 року, більше уваги стало приділятися ігровим автоматам, щоб компенсувати зниження доходів в інших областях.
2004 році William Hill створили власний кабельний канал, що діяв до 2006-го. Компанія здійснює пряму трансляцію у своїх букмекерських конторах. Запис ведеться в студіях Лідса, і в поєднанні з радіомовленням в букмекерських конторах є унікальним сервісом, створеним для потенційних гравців.
У листопаді 2008 року аналітик UBS критикував борг компанії, який перевищив £ 1 млрд, а пізніше досяг £ 1,5 млрд. 2009 року компанія випустила нові акції та корпоративні облігації в спробі реструктурувати борг.
У 2001—2009 William Hill призначили члена парламенту Джорджа Ховартом радником, заплативши йому £ 30.000. Він вніс поправки до бюджету 2003 року, запропонувавши збільшити комісіб біржі на ставки. Ховарт був причетний до скандалу про витрати 2009 року.
2019—2020 року суттєвого удару офлайновий бізнес компанії зазнав від пандемії COVID-19 через зниження прибутків через карантин компанія була змушена закрити 119 філій. При цьому, завдяки росту числа онлайн-операцій, компанія змогла виплатити своїм співробітникам, що знаходилися у вимушеноій відпустці, 24,5 млн фунтів зарплатні 700 працівникам в Британії.

## За кордоном

### Гібралтар
2009 року William Hill перенесли сектори онлайн-ігор та ігор з фіксованими ставками до Гібралтару задля зменшення податків. До цього онлайн підрозділ компанії базувався на Нідерландських Антильських островах (Кюрасао), поки в 2007 році не з'явився закон, що забороняв гемблінг-компаніям, що не входять до Європейської економічної зони, розміщувати рекламу в Британії.

### Ірландія
У березні 2009 року William Hill закрили 14 магазинів в Ірландії, закривши 53 робочих місць. У лютому 2010 року компанія оголосила, що під питанням знаходяться ще 36 ірландських точок продажу.

### США
У червні 2012 року William Hill почала діяльність у Неваді, єдиному штаті США, де дозволені повноцінні ставки на спорт. Компанія придбала три мережі букмекерських контор: Lucky's, Leroy's, а також Club Cal Neva як допоміжну компані.. Загальна вартість угоди склала 53 млн $. Завдяки цій угоді, під контролем компанії виявилося 55 % спортивних букмекерських підприємств штату, але тільки 11 % доходів. Всі три мережі стали функціонувати під ім'ям William Hill.

### Сингапур
1 лютого 2015 року William Hill припинив діяльність у Сінгапурі через Закон про онлайн ігри. З квітня 2016 року сайт Wiliam Hill блокується Роскомнаглядом на території РФ, але компанія продовжила приймати ставки гравців з цієї країни.
2009 року компанія підписала угоду про ексклюзивне партнерство з CBS Sports, розраховуючи на нових клієнтів і доступ до фентезі-спорту в США. Завершивши купівлю Eldorado Caesars, частка оператора на ринку спортивних ставок США сягнула 29 %.

### Латвія
2019 року William Hill придбав компанію MRG Group та її бренди, продовживши роботу на ринку азартних ігор Латвії. До цього WH вже працював у країні під брендом 11.lv, другим за розміром гравцем ринку. Згодом було запущено mrgreen.lv, орієнтований на онлайн-гравців.